# West-Thürings voetbalkampioenschap 1923/24
In 1923/24 werd het achtste voetbalkampioenschap van West-Thüringen gespeeld, dat georganiseerd werd door de Midden-Duitse voetbalbond. Het was het eerste kampioenschap na 1918, de voorbije jaren fungeerde de competitie als tweede klasse onder de Kreisliga Thüringen. Na 1923 werd de Kreisliga ontbonden en werd de vooroorlogse competitie in ere hersteld, nu als Gauliga Westthüringen. Vier clubs speelden het voorgaande jaar reeds in de Kreisliga, aangevuld met vier clubs van de Kreisklasse Westthüringen. 
SC 1912 Zella werd kampioen en plaatste zich voor de Midden-Duitse eindronde. De club verloor meteen van SC 06 Oberlind. 
De voetbalafdeling van TV 1909 Mehlis werd zelfstandig onder de naam VfL Mehlis 09. 

## Gauliga
| Plaats | Club                    | Wed. | W  | G | V  | Saldo | Ptn.  |
| ------ | ----------------------- | ---- | -- | - | -- | ----- | ----- |
| 1.     | SC 1912 Zella           | 13   | 10 | 2 | 1  |       | 22:4  |
| 2.     | SV 1904 Schmalkalden    | 13   | 10 | 1 | 2  |       | 21:5  |
| 3.     | FC Germania 1906 Mehlis | 13   | 7  | 3 | 3  |       | 17:9  |
| 4.     | VfL 1904 Meiningen      | 13   | 7  | 0 | 6  |       | 14:12 |
| 5.     | FC 1905 Zella           | 13   | 4  | 2 | 7  |       | 10:16 |
| 6.     | VfL 1909 Mehlis         | 13   | 4  | 1 | 8  |       | 9:17  |
| 7.     | VfB Germania Suhl       | 13   | 1  | 1 | 11 |       | 3:23  |
| 8.     | VfL 1906 Hildburghausen | 7    | 1  | 0 | 6  |       | 2:12  |

|  | Kampioen, geplaatst voor Midden-Duitse eindronde |
|  | Degradatie                                       |